# کریم بن وناس
کریم بن وناس (انگلیسی: Karim Benounes؛ زادهٔ ۹ فوریهٔ ۱۹۸۴) بازیکن فوتبال اهل الجزایر است.
از باشگاه‌هایی که در آن بازی کرده‌است می‌توان به باشگاه ورزشی الخریطیات، باشگاه فوتبال وفاق سطیف، باشگاه فوتبال قسنطینه، باشگاه فوتبال هانگژو گرین‌تاون و باشگاه ورزشی واشاش اشاره کرد.
وی همچنین در تیم‌های ملی فوتبال الجزایر الجزایر بازی کرده‌است.